# Whitbeck
Whitbeck lub Whidbek – wieś w Anglii, w Kumbrii. W 1931 wieś liczyła 150 mieszkańców.